# Jean Wahl
Jean Wahl (Marsiglia, 25 maggio 1888 – Parigi, 19 giugno 1974) è stato un filosofo francese.
Fu professore alla Sorbona dal 1936 al 1967, con un'interruzione durante la Seconda Guerra mondiale. Di origine ebraica, superstite dell'Olocausto, si rifugiò negli Stati Uniti dal 1942 al 1945, dopo essere riuscito a fuggire dal campo di internamento di Drancy in cui era stato imprigionato.

## Biografia
Dopo aver frequentato l'École normale supérieure di Parigi, nel 1910 ottiene l'agrégation per l'insegnamento della filosofia.
Comincia la sua carriera come discepolo di Henri Bergson. Pioniere degli studi americani, pubblica nel 1920 la sua tesi sui filosofi pluralisti anglosassoni, in cui analizza in dettaglio il pensiero di William James. Negli anni trenta, introduce in Francia una nuova lettura di Hegel, a partire dal tema della coscienza infelice, che anticipa i motivi del famoso seminario di Alexandre Kojève. Wahl fu anche un difensore del pensiero di Kierkegaard. La sua filosofia influenzò un certo numero di pensatori, come Emmanuel Lévinas e Jean-Paul Sartre. Fu inoltre amico di Vladimir Jankélévitch. È autore anche di un'opera poetica e di alcuni articoli su Pierre Jean Jouve, di cui fu amico.
Durante il suo esilio negli Stati Uniti, nel periodo della Seconda guerra mondiale, fondò a New York l'École libre des hautes études con l'aiuto di Gustave Cohen e della Fondazione Rockefeller. Più tardi, presso l'università di Mount Holyoke organizzò una serie di incontri, le Décades de Mount Holyoke, conosciute anche come Pontigny-en-Amérique, sul modello di quelli organizzati tra il 1910 e il 1939 presso l'abbazia di Pontigny in Bourgogne. Questi appuntamenti furono frequentati da numerosi intellettuali francesi in esilio e da americani come Marianne Moore, Wallace Stevens et Roger Sessions. Wahl fu anche traduttore in francese di alcune opere di Wallace Stevens.
Nel 1946 fonda il Collège philosophique e dal 1950 dirige la rivista di filosofia Revue de métaphysique et de morale. Divenne infine presidente della Société française de philosophie succedendo a Gaston Berger.

### In francese
- Les Philosophies pluralistes d'Angleterre et d'Amérique, 1920; nuova edizione con la prefazione di Thibaud Trochu, Les Empêcheurs de penser en rond, 2005.
- Du rôle de l'idée d'instant dans la philosophie de Descartes, 1920; nuova edizione con la prefazione di Frédéric Worms, Descartes&co, 1994.
- Le Malheur de la conscience dans la philosophie de Hegel, 1929.
- Étude sur le Parménide de Platon, Paris, Rieder, 1930.
- Vers le concret, Vrin, 1932; nuova edizione con la prefazione di Mathias Girel, Vrin, 2004.
- Études kierkegaardiennes, 1938.
- Les Problèmes platoniciens: La République, Euthydème, Cratyle, Paris, CDU, 3 fasc., 1938-1939.
- Existence humaine et transcendance, Neufchâtel, La Baconnière, 1944.
- Tableau de la philosophie française, Gallimard, 1946.
- Introduction à la pensée de Heidegger, livre de poche, 1946.
- Petite histoire de l'existentialisme, Paris, L'Arche, 1947.
- Poésie, pensée, perception, Paris, Calman-Levy, 1948.
- Jules Lequier, La Baconnière, 1948.
- La Pensée de l'existence, 1952.
- Traité de Métaphysique, 1953.
- La Philosophie de l'existence, 1954.
- Vers la fin de l'ontologie, 1956.
- L'Expérience métaphysique, 1964.
- Cours sur l'athéisme éclairé de Dom Deschamps, 1967.

### Traduzioni in italiano
- La coscienza infelice nella filosofia di Hegel, Milano, Istituto Librario Internazionale, 1972.
- Verso la fine dell'ontologia: Studio dell'introduzione alla metafisica di Heidegger, Milano, Fabbri.
- Il pensiero moderno in Francia, Firenze, La Nuova Italia, 1965.
- L'esperienza metafisica, Mimesis/Volti, 2016
- Breve storia dell'esistenzialismo, Mimesis/Volti, 2017
- Verso il concreto , Mimesis/Canone Minore, 2020